# نجم الدين مختار الزاهدي
نجم الدين مختار الزَّاهِدي الغَزْميني (ت 658 هـ - 1260 م)، هو أبو الرجا مختار بن محمود بن محمد أبو الرجا نجم الدين الغزميني، المعروف بالزاهدي، فقيه، من أكابر الحنفية، من أهل غزمين بخوارزم، رحل إلى بغداد والروم. أتاه السلطان المغولي بركة خان ليسمع عن الإسلام فألف له كتاب الرسالة الناصرية.

## طلبه للعلم
تفقه على سديد الخياطي، وبرهان الأئمة، وغيرهما. وقرأ الكلام على أبي يوسف السكاكي. وقرأ الحروف والروايات على الشيخ رشيد الدين الفندي. وأخذ الأدب عن شرف الأفاضل.

## مؤلفاته
- الحاوي في الفتاوي أو «حاوي مسائل الواقعات والمنية وما تركه في تدوينه من مسائل القنية».
- المجتبى، شرح به مختصر القدوري في الفقه.
- الرسالة الناصرية، رسالة صنفها لبركة خان في النبوة والمعجزات.
- زاد الأئمة في فضائل خصيصة الأمة.
- قنية المنية لتتميم الغنية أو حاوي مسائل المنية.[5]
- جامع في الحيض.
- الصفوة في الأصول.
- فرائض الزاهدي.
- فضل التراويح.
- قنية الفتاوى.
- مجتنى في الأصول.[6]